# Вулька-Биська
Вулька-Биська (пол. Wólka Biska) — село в Польщі, у гміні Біща Білґорайського повіту Люблінського воєводства. Населення — 133 особи (2011).

## Історія
За даними етнографічної експедиції 1869—1870 років під керівництвом Павла Чубинського, населення села становили греко-католики, які розмовляли українською та польською мовами.
У 1921 році село входило до складу гміни Біща Білґорайського повіту Люблінського воєводства Польської Республіки.
У 1975—1998 роках село належало до Замойського воєводства.

## Демографія
За даними перепису населення Польщі 1921 року в селі налічувалося 28 будинків та 121 мешканець, з них:
- 56 чоловіків та 65 жінок;
- 113 православних, 4 римо-католики, 4 юдеї;
- 113 українців, 4 поляки, 4 євреї.

Демографічна структура станом на 31 березня 2011 року:
|          | Загалом | Допрацездатний вік | Працездатний вік | Постпрацездатний вік |
| -------- | ------- | ------------------ | ---------------- | -------------------- |
| Чоловіки | 72      | 13                 | 51               | 8                    |
| Жінки    | 61      | 8                  | 37               | 16                   |
| Разом    | 133     | 21                 | 88               | 24                   |